# Gruppo 1 della classificazione IARC delle sostanze cancerogene
Gli agenti e le circostanze esposte in questo elenco sono state classificate come gruppo 1 dall'Agenzia internazionale per la ricerca sul cancro (IARC): l'agente o la circostanza è cancerogena per l'uomo. In questa categoria viene aggiunto tutto ciò che dimostra prove sufficienti di cancerogenicità per l'uomo.
Nella lista compaiono 126 agenti o circostanze, su un totale di oltre 1000 studiati e pubblicati dallo IARC.
L'agenzia non specifica quanto sia probabile sviluppare forme tumorali a seguito dell'esposizione ad un agente, ma solo se è probabile o meno. Fa infatti riferimento al concetto di pericolo, intrinseco nella natura di talune molecole o agenti. 
Nel caso si voglia approfondire il valore di probabilità che un agente elencato faccia sviluppare forme tumorali, bisogna consultare il rischio ad esso associato, redatto dall'autorità europea per la sicurezza alimentare (EFSA) e dal comitato di esperti congiunto FAO/OMS sugli additivi alimentari (JECFA). 

## Agenti fisici
- Radiazioni ionizzanti (parte dello spettro UV, raggi X e raggi gamma);
- Radionuclidi emettenti particelle α:
  - Plutonio-238, -239, -240, -241, -242, -244;
  - Radio-223, -224, -226;
  - Radon-210, -211, -222;
  - Torio-227, -228, -299, -230, -232.
- Radionuclidi emettenti particelle β:
  - Fosforo-32;
  - Iodio-123, -129, -131, -132;
  - Plutonio-242;
  - Polvere di silicio;
  - Radio-225, -228;
  - Radon-224;
  - Stronzio-90;
  - Torio-231, -234.

## Agenti chimici

### Sostanze
- Acido aristolochico;
- Aflatossina;
- Amianto, nelle forme di:
  - Actinolite;
  - Amosite;
  - Antofillite;
  - Crisotilo;
  - Crocidolite;
  - Tremolite.
- 4-Amminodifenile;
- Azatioprina;
- Benzene;
- Benzidina;
- Bis(clorometil) etere;
- Busulfan;
- 1,3-Butadiene;
- Ciclofosfamide;
- Ciclosporina;
- Clorambucile;
- Cloruro di vinile;
- Clornafazina;
- Composti inorganici dell'arsenico;
  - Acido arsenico;
  - Arseniato di sodio;
  - Arseniato di potassio;
  - Arseniato di calcio;
  - Arseniato di gallio;
  - Ossido arsenioso;
  - Pentossido di arsenico.
- Composti del berillio:
  - Cloruro di berillio;
  - Fluoruro di berillio;
  - Ossido di berillio;
  - Solfato di berillio.
- Composti del cadmio;
  - Cloruro di cadmio;
  - Idrossido di cadmio;
  - Ossido di cadmio;
  - Solfato di cadmio;
  - Solfuro di cadmio.
- Composti del cromo (VI):
  - Bicromato di ammonio;
  - Bicromato di sodio;
  - Bicromato di potassio;
  - Cromato di calcio;
  - Cromato di piombo;
  - Cromato di potassio;
  - Cromato di sodio;
  - Cromato di stronzio;
  - Cromato di zinco;
  - Triossido di cromo.
- Composti del nichel:
  - Ossido di nichel;
  - Solfuro di nichel;
  - Idrossido di nichel;
  - Cloruro di nichel;
  - Solfato di nichel;
  - Nitrato di nichel.
- 1,2-Dicloropropano;
- Dietilstilbestrolo;
- Diossine:
  - 2,3,4,7,8-Pentaclorodibenzofurano;
  - 2,3,7,8-Tetraclorodibenzo-para-diossina.
- Etanolo;
- Etoposide con cisplatino e bleomicina;
- Erionite-K, Erionite-Ca e Erionite-Na;
- Fenacetina;
- Formaldeide;
- Iprite;
- Idrocarburi policiclici aromatici: Benzo(a)pirene;
- Lindano;
- Melfalan
- 4,4'-Metilenebis(2-cloroanilina);
- Methoxsalene;
- 2-Naftilammina;
- 4-(N-Nitrosometilamino)-1-(3-piridil)-1-butanone;
- N-Nitrosonornicotina;
- Ossido di etilene;
- Orto-toluidina;
- Pentaclorofenolo;
- Policlorobifenili:
  - 3,4,5,3’,4’-Pentaclorobifenile (PCB-126)
  - PCB-77, 81, 105, 114, 118, 123, 156, 157, 167, 169, 189
- Semustina;
- Tamoxifene;
- Tiotepa;
- Tricloroetilene;
- Treosulfan.

### Miscele e prodotti
- Alcuni oli siccativi (pittura);
- Catrame di carbone, nelle forme di pece e distillato;
- Emissioni diesel;
- Foglia di piper betle (con e senza tabacco);
- Fumi di saldatura;
- Fuliggine;
- Inquinamento atmosferico particolato (PM10 o inferiore);
- Miscele analgesiche contenenti fenacetina;
- MOPP e altre miscele chemioterapiche;
- Nebbie acide;
- Oli minerali, non trattati o leggermente trattati;
- Olio di scisto;
- Noce di areca;
- Polvere di cuoio;
- Polvere di legno;
- Prodotti di fissione;
- Tabacco: fumo attivo, fumo passivo, foglia.

## Agenti biologici

### Parassiti
- Clonorchis sinensis
- Opisthorchis viverrini
- Schistosoma haematobium

### Batteri
- Helicobacter pylori

### Virus
- Herpesvirus del sarcoma di Kaposi;
- Herpesvirus umano 4;
- Virus dell'epatite B;
- Virus dell'epatite C;
- Virus dell'immunodeficienza umana tipo 1;
- Virus del papilloma umano tipo 16, 18, 31, 33, 35, 39, 45, 51, 52, 56, 58, 59;
- Virus linfotropico delle cellule T umane tipo 1;

## Circostanze espositive
- Combustione del carbone;
- Consumo di carne lavorata;
- Consumo di oppio;
- Cucina cinese di pesce salato;
- Estrazione di ematite;
- Fusione di ferro e acciaio;
- Gassificazione del carbone;
- Lavorazione del cuoio;
- Lavorazione del legno;
- Lavorazione della gomma;
- Processo di Acheson;
- Produzione di alluminio;
- Produzione di auramina O;
- Produzione di alcool isopropilico usando acidi forti;
- Produzione di coke;
- Produzione di fucsina;
- Terapia ormonale con estrogeni e progesterone.